# Президентские выборы в Исландии (2024)
Президентские выборы 2024 года в Исландии прошли 1 июня, на них был избран новый президент Исландии.
Победу на выборах одержала исландская предпринимательница и инвестор Хадла Тоумасдоуттир, набрав 34,15 % голосов на выборах.

## Организация выборов
Чтобы быть кандидатом, кандидаты в президенты должны были представить минимум 1500, но не более 3000 подписей от избирателей, которые должны прибыть со всех концов страны в соответствии с пропорциональным распределением избирателей между ними.
Ранее на президентских выборах 2020 года впервые стало возможным собирать подписи в электронном виде, но это было сделано специально со ссылкой на пандемию COVID-19. Тем не менее, с принятием нового закона о выборах от 2021 года предполагалось, что электронный сбор подписей будет доступен постоянно.
Таким образом, электронный сбор подписей на сайте Island.is был открыт 1 марта 2024 года. Там кандидаты могли настроить сбор подписей для своей кандидатуры, а избиратели смогли зарегистрироваться и отдать свою подпись в поддержку того или иного кандидата.

## Кандидаты
Потенциальные кандидаты в президенты должны были до 26 апреля 2024 года собрать более 1 500 подписей избирателей, чтобы обеспечить доступ к избирательным бюллетеням.
На президентские выборы 2024 года было около 80 человек, стремящихся участвовать на выборах в качестве кандидата в президенты.
| Кандидат, субъект выдвижения           | Кандидат, субъект выдвижения | Кандидат, субъект выдвижения | Логотип кампании | Примечание |
| -------------------------------------- | ---------------------------- | ---------------------------- | ---------------- | --- |
| Хадла Тоумасдоуттир Самовыдвижение     |                              |                              |                  | Бизнесмен, который является генеральным директором The B Team с 2018 года. На президентских выборах 2016 года она заняла второе место.                                                                                              |
| Катрин Якобсдоуттир Самовыдвижение     |                              |                              |                  | Бывший премьер-министр Исландии, первый член Лево-зеленого движения, занявший эту должность. |
| Хадла Хрюнд Логадоуттир Самовыдвижение |                              |                              |                  | Директор по энергетическим вопросам в Исландском энергетическом агентстве и первая женщина, занявшая эту должность. |
| Йон Гнарр Самовыдвижение               |                              |                              |                  | Актер и комик, который отслужил один срок в качестве мэра Рейкьявика от партии «Лучшая партия», где его избрание и пребывание на посту попали в заголовки международных газет. В 2017 году вступил в Социал-демократический альянс. |
| Бальдур Торхаллссон Самовыдвижение     |                              |                              | —                | Профессор политологии в Университете Исландии. Ранее он был депутатом от Альтинга от Социал-демократического альянса. |
| Арнар Тор Йонссон Самовыдвижение       |                              |                              | —                | Адвокат и бывший судья, который имеет право выступать в Верховном суде Исландии. Он отказался от своего места в Альтинге и членства в Партии независимости, чтобы баллотироваться на пост президента.                               |

### Снявшие кандидатуру или не получившие достаточное количество подписей
- Агнешка Соколовска — руководитель проектов в Пожарной службе столичного региона.
- Анжела Снайфеллсйёкюльс Роулингс — художник-исследователь, от имени «Snæfellsjökul fyrir forseta», геокультурной интервенции для выдвижения кандидата Снайфедльсйёкюдля.
- Аксель Петур Аксельссон.
- Гудбергур Гудбергссон — агент по недвижимости и бывший каскадер.
- Гвюдмюндюр Феликс Гретарссон — бывший электрик и первый в мире ресивер для трансплантации двух рук и плеч.
- Хуни Хунфьорд — бизнес-администратор, учитель и бывший баскетболист.
- Кари Вильмундарсон Хансен — список одобрений был признан недействительным 29 апреля.
- Маргрет Фридриксдоттир — редактор. Снял свою кандидатуру 28 марта после сбора подписей избирателей в течение пяти дней.
- Сигридур Хрунд Петурсдоттир — инвестор. Объявлен 12 января и снят с вооружения 26 апреля.
- Томас Логи Халльгримссон — спасатель. Объявлен 5 января и снят с вооружения 20 марта (поддержан Бальдуром Торхаллссоном).

## Результаты выборов
| №                                | Кандидат                         | Голосов | Процент |
| -------------------------------- | -------------------------------- | ------- | ------- |
| 1                                | Хадла Тоумасдоуттир              | 73,184  | 34.15   |
| 2                                | Катрин Якобсдоуттир              | 53,980  | 25.19   |
| 3                                | Хадла Хрюнд Логадоуттир          | 33,601  | 15.68   |
| 4                                | Йон Гнарр                        | 21,634  | 10.09   |
| 5                                | Бальдур Торхаллссон              | 18,030  | 8.41    |
| 6                                | Арнар Тор Йонссон                | 10,881  | 5.08    |
| 7                                | Стейнунн Олина Торстейнсдоттир   | 1,383   | 0.65    |
| 8                                | Аусттоур Магнуссон               | 465     | 0.22    |
| 9                                | Асдис Ран Гуннарсдоттир          | 394     | 0.18    |
| 10                               | Виктор Траустасон                | 392     | 0.18    |
| 11                               | Хельга Торисдоттир               | 275     | 0.13    |
| 12                               | Эйрикур Инги Йоханнссон          | 101     | 0.05    |
| Итого                            | Итого                            | 214,320 | 100.00  |
|                                  |                                  |         |         |
| Действительные голоса            | Действительные голоса            | 214,320 | 99.39   |
| Недействительные голоса          | Недействительные голоса          | 512     | 0.24    |
| Незаполненные бюллетени          | Незаполненные бюллетени          | 803     | 0.37    |
| Общее количество голосов         | Общее количество голосов         | 215,635 | 100.00  |
| Избиратели в списках избирателей | Избиратели в списках избирателей | 266,741 | 80.84   |
| Источник:                        |                                  |         |         |